# ليندا إس. شتاين
ليندا إس. شتاين (بالإنجليزية: Linda S. Stein)‏ هي وكيلة مواهب ومديرة مواهب أمريكية، ولدت في 24 أبريل 1945 في ذا برونكس في الولايات المتحدة، وتوفيت في 30 أكتوبر 2007 في نيويورك في الولايات المتحدة بسبب إصابة كليلة.

## وصلات خارجية
- ليندا إس. شتاين على موقع IMDb (الإنجليزية)
- ليندا إس. شتاين على موقع ميوزك برينز (الإنجليزية)